# Royal Football Club de Liège (club omnisports)
Pour les articles homonymes, voir RFC Liège.
Le Royal Football Club de Liège, est un club omnisports de la ville de Liège.
Le club est surtout connu pour sa section football pour plusieurs points, de par son ancienneté, son histoire, son palmarès ou encore que le club omnisports s'est construit autour de l'équipe de football.
En 2015, la section football évolue en division 3.
La section rugby est également des plus réputés évoluant en division 3.
Les autres sections sont le hockey sur gazon, le tennis ou encore l'athlétisme qui organise chaque année le Meeting de la Province de Liège.

## Histoire
Club de football fondé 1892, il obtient le matricule 4, soit le plus vieux clubs wallons, il remporte la première édition du championnat de Belgique, ainsi que la troisième et la quatrième.
Alors qu'en 1922, le FC Liège se trouve en Promotion (D2), le club de football passe au club omnisports puisque deux autres sections sont créées, la section athlétisme, et la section hockey sur gazon, qui n'est en fait que l'absorption du Hockey Club Liégeois fondé en 1911, celui devenant une section du Football Club liégeois.

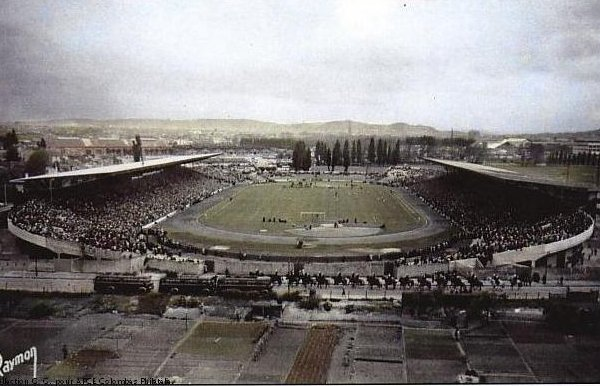
Le stade Vélodrome de Rocourt.

L'année d'après, une quatrième section apparaît, la section tennis qui est un des plus anciens clubs de tennis de Liège.
Par la suite, alors que la section football réussit à revenir dans l'élite en 1945 grâce à deux montées successives, la section hockey prend son indépendance et reprend son nom d'origine à savoir Hockey Club Liégeois, qui intégra tout de même un autre club omnisports en 1956, le Standard de Liège, et est alors connu sous le nom de Royal Standard Hockey Club.
Deux ans plus tard, alors que le club est réduit à trois sections, une nouvelle section voit le jour, une section rugby à l'initiative de Jean-Marie Burlet, comme la section football, le Royal Football Club liégeois rugby a la spécificité d'être le club de rugby le plus ancien de Wallonie.
Mais avoir une section en hockey sur gazon manque aux adeptes des sangs et marines, c'est pour cela qu'en 1968, des membres du RFCL TC décident de recréer le RFCL Hockey Club qui prend le nom de Li Torè à la demande du RFCL, référence à la célèbre sculpture Li Tore, mais la section déménage de Rocourt pour aller à Wihogne.
C'est alors qu'en 1984, une dizaine de jeunes quittèrent Li Torè, qui disparut par la suite, pour créer à Rocourt le nouveau « RFCL Hockey Club », appelé « Old Club de Liège Hockey », l'actuel section de Hockey-sur-gazon du club.
Aujourd'hui, en 2015, la section tennis, hockey sur gazon et depuis peu football évolue à Rocourt, sur les terres mythiques du club, celui-ci avait été exilé pendant 20 ans aux quatre coins de l'agglomération et même à Eupen, avant que naissent le projet du Stade de Rocourt et de ses nouvelles infrastructures destinés à la section football.
Alors que la section principale d'athlétisme évolue au Complexe de Naimette-Xhovémont, et que la section rugby évolue quant à elle au Complexe de Naimette-Xhovémont et à Seraing près du Bois de l'Abbaye, en attendant la fin des travaux d'un deuxième terrain.

### Historiques des sections
- 1892: Fondation du club de football
- 1911: Fondation du club de hockey sur gazon du Hockey Club liégeois.
- 1922: Absorption du Hockey Club Liégeois, qui devient le RFCL HC.
- 1922: Création d'une section en Athlétisme, le RFCL Athlétisme.
- 1923: Création d'une section en Tennis, RFCL TC.
- 1945: disparition de la section hockey sur gazon, qui devient autonome et reprend son nom d'origine, Hockey Club liégeois.
- 1958: Création d'une section en Rugby, RFC liégeois rugby
- 1968: Création d'une nouvelle section hockey sur gazon à l'initiative du RFCL TC, le RFCL HC revit mais se renomme à la demande du club, Li Toré.
- ?: Disparition de la section hockey sur gazon, Li Toré.
- 1984: Création d'une nouvelle section hockey sur gazon, l'Old Club de Liège Hockey.

## Sections
- athlétisme: voir Royal Football Club de Liège Athlétisme
- football: voir Royal Football Club de Liège
- hockey sur gazon: voir Old Club de Liège Hockey
- rugby: voir Royal Football Club liégeois rugby
- tennis: voir Royal Football Club liégeois (tennis)

### Disparus
- hockey sur gazon: RFCL HC (connu aussi sous les noms de Royal Standard Hockey Club ou de Hockey Club liégeois, section du RFCL de 1922 à 1945, soit 33 ans, fondé en 1911 et disparu en 1985)
- hockey sur gazon: Li toré (connu aussi sous le nom de RFCL Hockey Club, fondé en 1968 et disparu en ?, section du RFCL de 1968 à ?.

### Athlétisme
La section athlétisme, fut créée en 1922.
Le club se compose de différentes sections, appelé sous-section étant elle-même une section à savoir Road Runners (pour le jogging), AC Visé (basé dans la localité de Visé) et Oupeyathélisme (basé dans la localité d'Oupeye).

### Football
Mis à part, la prestigieuse section homme, le club dispose également d'une section féminine
La section football, fut créée en 1892.
- Palmarès:
  - Championnat de Belgique (5)
  - Coupe de Belgique (1)
  - Coupe de la Ligue Pro (1)

### Hockey sur gazon
Au cours de son histoire, le RFCL eut trois sections en hockey sur gazon, soit le Hockey Club Liégeois qui fut fondé en 1911 et absorbé par le club en 1922 et devient ainsi la section du FC Liègeois.
Cependant celle-ci prend son indépendance et reprend son nom d'origine à savoir Hockey Club Liégeois, il intégra tout de même un autre club omnisports en 1956, le Standard de Liège, et est alors connu sous le nom de Royal Standard Hockey Club.
Avoir une section en hockey sur gazon manque aux adeptes des sangs et marines, c'est pour cela qu'en 1968, des membres du RFCL TC décident de recréer le RFCL Hockey Club qui prend le nom de Li Torè à la demande du RFCL, référence à la célèbre sculpture Li Tore, mais la section déménage de Rocourt pour aller à Wihogne.
C'est alors qu'en 1984, une dizaine de jeunes quittèrent Li Torè, qui disparut par la suite, pour créer à Rocourt le nouveau « RFCL Hockey Club », appelé « Old Club de Liège Hockey », l'actuel section de Hockey-sur-gazon du club.

### Rugby
La section rugby, fut créée en 1958.
- Palmarès:
  - Division 2 (5)
  - Coupe de l'Effort (3)

### Tennis
La section tennis voit le jour en 1923.

## Infrastructure
| \| Rocourt Naimette-Xhovémont \| Localisation des deux principaux lieux du RFCL |
| Rocourt Naimette-Xhovémont                                                      |

### Actuelles
- Rocourt: Football, Tennis, Hockey sur gazon
  - Stade de Rocourt
- Naimette-Xhovémont: Athlétisme, Rugby
  - Complexe de Naimette-Xhovémont
- Seraing: Rugby

### Anciennes
- Football
  - Parc de la Boverie - Liège centre
  - Jardins du Château de Sclessin - Sclessin, Liège
  - Terril du Bois d'Avroy - Avroy, Liège
  - Plaine du Champ d'Oiseaux - Cointe, Liège
  - Renory - Angleur, Liège
  - Stade Vélodrome Oscar Flesch à Rocourt - Rocourt, Liège
  - Stade du Kehrweg - Eupen
  - Stade de Sclessin - Sclessin, Liège
  - Stade de Buraufosse - Tilleur, Saint-Nicolas
  - Plaine des sports de la rue Gilles Magnée - Ans
  - Stade du Pairay - Pairay, Seraing
- Hockey sur gazon
  - Wihogne
- Rugby
  - Terrain du Bois de l'Abbaye - Seraing